# الدوري الشمالي الممتاز 2005–06
الدوري الشمالي الممتاز 2005–06 هو موسم من دوري الشمال الممتاز ‏. فاز فيه نادي بليث سبارتانز.